# Johann Brandl (Komponist)
Johann Brandl (* 30. Oktober 1835 in Kirchenbirk (Böhmen); † 9. Juni 1913 in Wien) war ein österreichischer Komponist.

## Leben und Werk
Johann Brandl brachte ab 1869 neun Operetten in Wien zur Aufführung. Darunter waren Werke wie Des Löwen Erwachen (1872) und Die Töchter des Dionysos (1882). Johann Brandl schrieb die Musik zu über einhundert Bühnenstücken.